# لاکهید ال-۲۰۰۰
لاکهید ال-۲۰۰۰ (به انگلیسی: Lockheed L-2000) یک هواگرد ساختِ کارخانهٔ لاکهید کورپوریشن در کشور ایالات متحده آمریکا است .